# Marijan Batarilović
Marijan Batarilović (Bošnjaci, 11. svibnja 1960. - Zadar, 12. srpnja 2011.), vojni pilot, bojnik Hrvatske vojske i kapetan 1. klase Jugoslavenske narodne armije.

## Životopis
Bojnik Marijan Batarilović je rođen 11. svibnja 1960. godine u Bošnjacima (Vukovarsko-srijemska županija). Tijekom službovanja u Jugoslavenskom ratnom zrakoplovstvu (JRZ) bio je stacioniran u Prištini na vojnom aerodromu Slatina u sklopu 83. lovačkog avijacijskog puka. Na početku rata u Hrvatskoj pridružio se novoustrojenom Hrvatskom ratnom zrakoplovstvu (HRZ). U HRZ-u je kao borbeni pilot letio na nadzvučnom avionu MiG-21, te sudjelovao u operacijama Bljesak i Oluja. Odlikovan je Medaljom za iznimne poduhvate, ordenom Nikola Šubić Zrinski, Spomenicom domovinske zahvalnosti, te medaljama Bljesak i Oluja.
Bojnik Batarilović široj je hrvatskoj javnosti postao poznat kao pilot kanadera CL-215 koji je unatoč zapovijedima, s kolegom brigadirom Ivanom Selakom, riskirao karijeru i ugasio vatru koja je prijetila farmi Vigens kod Zadra. Učinio je to na probnom letu, kada zbog propisane procedure zrakoplov nije smio gasiti požar. Unatoč činjenici da ga je neposredni zapovjednik bojnik Davor Turković prijavio, na stranu bojnika Batarilovića stala je šira hrvatska javnost, ustavši protiv birokratskih zavrzlama i procedura koje su nerijetko kočile učinkovitu borbu protiv požara na otvorenom.
Bojnik Marijan Batarilović umro je 12. srpnja 2011. od posljedica srčanog udara nakon povratka s jednog od probnih letova.

## Odlikovanja
- Spomenica domovinske zahvalnosti
- Red Nikole Šubića Zrinskog
- Medalja Bljesak
- Medalja Oluja
- Medalja za iznimne pothvate